# UFC on Fox: Poirier vs. Gaethje
UFC on Fox: Poirier vs. Gaethje fue un evento de artes marciales mixtas organizado por Ultimate Fighting Championship que se llevó a cabo el 14 de abril de 2018 en el Gila River Arena en Glendale, Arizona.

## Historia
El evento estelar contó con el combate de peso ligero entre los estadounidenses Dustin Poirier y Justin Gaethje.
El evento coestelar contó con el combate de peso wélter entre Carlos Condit y Alex Oliveira.
Abdul Razak Alhassan tenía previsto enfrentar a Muslim Salikhov en el evento. Sin embargo, Alhassan fue retirado del evento, debido a una lesión y fue reemplazado por Ricky Rainey, que hacía su debut en la UFC.
Matt Brown tenía previsto enfrentar a Carlos Condit en el evento. Sin embargo, el 2 de abril, Brown se retiró de la pelea debido a un desgarro del ligamento cruzado anterior y fue reemplazado por Alex Oliveira.

## Premios extra
Cada peleador recibió los siguientes bonos de recompensa:
- Pelea de la Noche ($50.000): Dustin Poirier vs. Justin Gaethje
- Actuación de la Noche ($50.000): Alex Oliveira y Adam Wieczorek